# Lanquais
Lanquais település Franciaországban, Dordogne megyében. Lakosainak száma 501 fő (2022. január 1.). Lanquais Varennes, Bayac, Couze-et-Saint-Front, Faux-en-Périgord, Monsac, Verdon és Saint-Agne községekkel határos.

## Népesség
A település népességének változása:
| Lakosok száma | 530  | 526  | 527  | 499  | 524  | 499  | 496  | 496  | 498  | 501  |
|               | 1968 | 1982 | 1990 | 2006 | 2013 | 2015 | 2017 | 2019 | 2020 | 2022 |